# Mambí

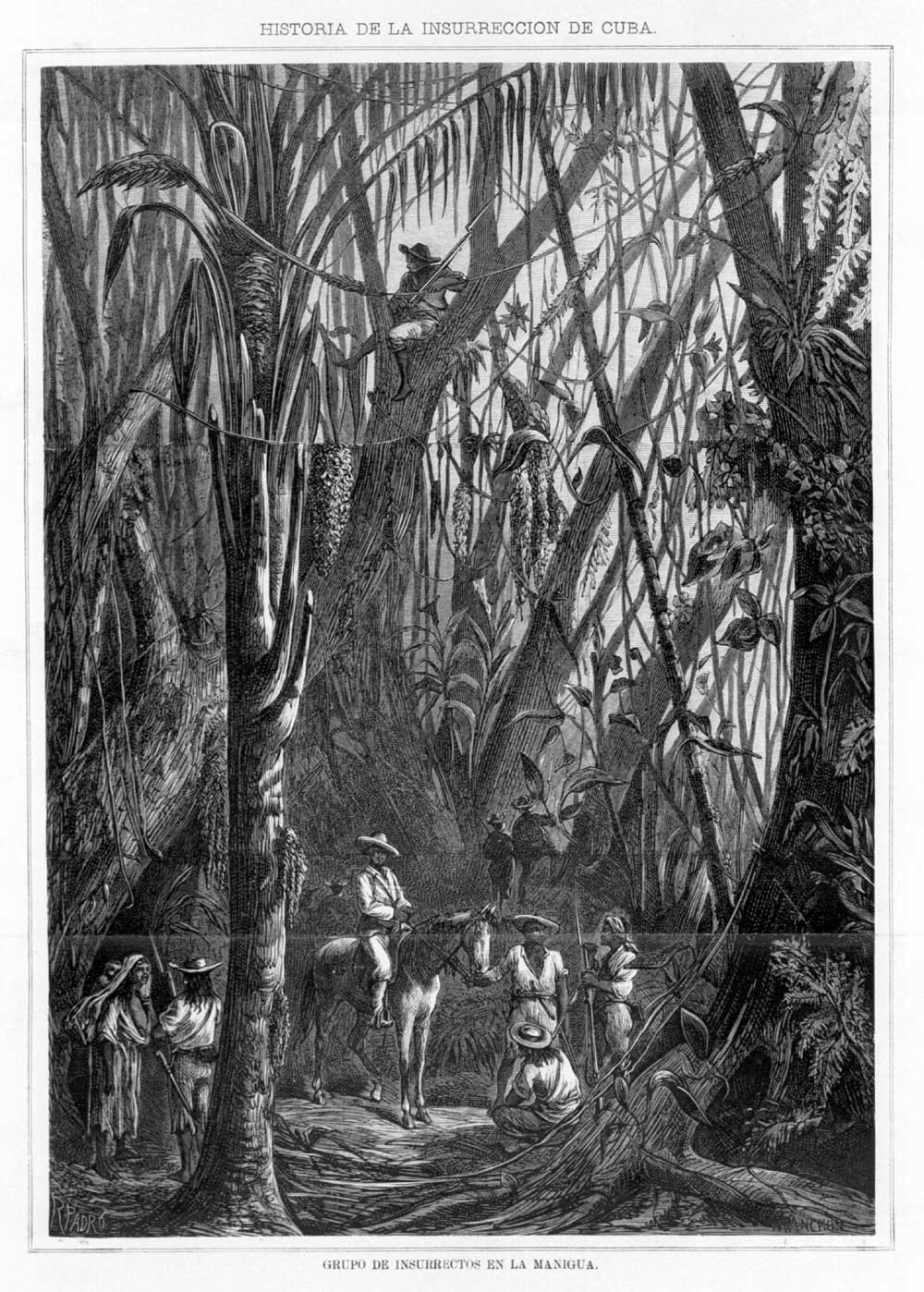
Mambises in den Wäldern Kubas (zeitgenössische Darstellung)

Als Mambí (Plural: Mambises) bezeichneten die spanischen Kolonialtruppen die Guerilla-Kämpfer, die im kubanischen Unabhängigkeitskrieg zwischen 1868 und 1898 für die Loslösung Kubas von der spanischen Kolonialmacht kämpften.
Die Etymologie des Wortes mambí ist umstritten:
- Herkunft aus dem Bantu, einer weitverbreiteten Untergruppe der afrikanischen Niger-Kongo-Sprachen, von denen sehr viele der auf Kuba lebenden Sklaven Sprecher waren. Das ursprüngliche Wort mbi soll verschiedene abwertende Bedeutungen haben (Fernando Ortiz Fernández, kubanischer Anthropologe).
- Auf Santo Domingo gab es einen gegen die spanische Herrschaft kämpfenden Guerillero namens Juan Ethenius Mamby, einen ehemaligen schwarzen spanischen Offizier, der sich 1846 den Aufständischen anschloss. Dieser Name wurde dann zur Sammelbezeichnung für alle Aufständischen auf Santo Domingo: „Die Mamby-Männer“. Spanische Truppen, die zu Beginn des kubanischen Kampfes gegen Spanien 1868 von Santo Domingo nach Kuba kamen, wandten diese Bezeichnung dann auf die kubanischen Aufständischen an, die sie schließlich für sich selbst übernahmen (Philip Sheldon Foner, US-amerikanischer Historiker).

Denkbar wäre auch, dass beide Erklärungen zutreffen.
Zunächst wurde dieses Wort als Schimpfwort verstanden, später dann aber von den Aufständischen selbst verwendet und nach der Unabhängigkeit von Spanien in Kuba als Ehrenname verstanden, der bis heute für alle gegen die spanische Kolonialherrschaft kämpfenden Kubaner verwendet wird.
Für die Spanier kam der Begriff „Guerilla“ als Bezeichnung nicht in Frage, da so die spanischen Kämpfer gegen die napoleonische Fremdherrschaft genannt wurden. „Guerilla“ hat also in Spanien eine grundlegende positive Konnotation, die auf Gegner Spaniens nicht angewendet werden durfte. Die Spanier bezeichneten ihre kubanischen Gegner als „Aufständische“, „Banditen“ oder eben als „Mambises“.